# Steve Staley
Pour les articles homonymes, voir Staley.
Steven « Steve » Staley, parfois crédité en tant que Steve Cannon, né le 25 août 1969 à Denver, est un doubleur et directeur vocal américain connu pour doubler des anime japonais et des jeux vidéo.

## Filmographie

### Téléfilm
- 2017 : Take It from the Top : Oliver

## Doublage

### Cinéma

#### Films
- 1998 : Kuro no tenshi Vol. 1 (en) : Zille
- 1999 : Kuro no tenshi Vol. 2 (en) : Shin
- 2008 : Wushu : Li Yi
- 2017 : O Matador : Aide et Pierre

#### Films d'animation
- 2001 : Akira : Officier d'arrestation / Inspecteur / Présentateur masculin / Journaliste radio #1 / Soldat du stade #2
- 1991 : Mobile Suit Gundam F91 : Livre de bord Arno
- 1998 : Mobile Suit Gundam : The 08th MS Team, Miller's Report : Shiro Amada
- 1999 : Sol Bianca : The legacy : Radar
- 1999 : Attack the Gas Station! : Livreur
- 2000 : Sakura, chasseuse de cartes 2 : La Carte scellée (en) : Yukito Tsukishiro
- 2000 : Ah! My Goddess : Étudiant dans la cour
- 2001 : O Grilo Feliz : Leonardo
- 2002 : Digimon Tamers: Runaway Locomon : Justimon et Ryo Akiyama
- 2002 : Digimon Frontier - Kodai Digimon Fukkatsu! : Koji
- 2002 : Haré + Guu : Grand frère
- 2002 : Plume: Lars et le petit tigre : Nemo
- 2003 : Kikaider 01: The Animation (en) : Androbot de l'ombre
- 2003 : Combat mortel au village caché de Taki ! : Shibuki
- 2005 : Samurai Commando: Mission 1549 (en) : Voix additionnelle
- 2005 : Final Fantasy VII: Advent Children : Kadaj
- 2006 : Bleach: Memories of Nobody : Shūhei Hisagi et Tôshirô Hitsugaya
- 2007 : Naruto Shippuden : Un funeste présage : Neji Hyûga
- 2007 : Bleach: The Diamond Dust Rebellion : Shūhei Hisagi et Tôshirô Hitsugaya
- 2008 : Naruto Shippuden : Les Liens : Neji Hyûga
- 2008 : Tengen Toppa Gurren Lagann: Gurren-hen : Cytomander
- 2008 : Bleach: Fade to Black : Shūhei Hisagi et Tôshirô Hitsugaya
- 2009 : Eureka Seven - Le film : Moondoggie
- 2009 : Georges le petit curieux 2 : Suivez ce singe : Voix additionnelle
- 2009 : Naruto Shippuden : La Flamme de la volonté : Neji Hyûga
- 2010 : Le Voyage extraordinaire de Samy : Voix additionnelle
- 2010 : Winx Club 3D : L'Aventure magique : Riven
- 2010 : Bleach: Hell Verse : Shūhei Hisagi et Tôshirô Hitsugaya
- 2011 : Naruto Shippuden: Blood Prison : Neji Hyûga et Kazan
- 2012 : Naruto Shippuden: Road to Ninja : Neji Hyûga
- 2012 : Monster High: La fête des goules : Chad
- 2014 : Mobile Suit Gundam Unicorn : Banagher Links
- 2014 : K: Missing Kings : Himori Akiyama
- 2014 : Les As de la jungle: Le trésor du Vieux Jim : Fred
- 2015 : Les Gardiens du pays d'Oz : Ozzy
- 2018 : Mobile Suit Gundam Narrative : Banagher Links
- 2021 : Eureka Seven Hi-Evolution: Eureka : Moondoogie

### Télévision

#### Série télévisée
- 2016 - 2018 : Marseille : Costabone (7 épisodes)

#### Séries d'animation
- 1978 : Edgar, le détective cambrioleur : Voix additionnelle (saison 3, épisode 3)
- 1992 - 1995 : Sailor Moon :  Loup-garou (saison 1, épisode 20) / Ruebus (saison 2, 14 épisodes) / Yoshiki Usui (saison 4, épisode 13)
- 1995 : Les Chevaliers Magiques du Clair de Terre : Villageois (saison 1, épisode 11)
- 1995 : Zenki (en) : Voix additionnelle (saison 1, épisode 51)
- 1995 - 2002 : Fushigi Yugi : Amiboshi et Suboshi
- 1996 - 1998 : Kenshin le vagabond : Capitaine Sozo Sagara
- 1996 - 1999 : Mobile Suit Gundam : The 08th MS Team : Shiro Amada
- 1997 : Fortune Quest : Clay Anderson
- 1998 : Outlaw Star (en) : Nubuta (saison 1, épisodes 10 & 11)
- 1998 : Nightwalker: The Midnight Detective (en) : Angel (saison 1, épisode 10)
- 1998 : If I See You in My Dreams (OAV) (en) : Masou Fuguno
- 1998 - 1999 : Cowboy Bebop : Rhint (saison 1, épisodes 10) / Sergent Frank (saison 1, épisodes 17)
- 1999 : Arc the Lad (en) : Arc
- 1999 : Dual! Parallel Trouble Adventure (en) : Voix additionnelle (saison 1, épisodes 1 à 3)
- 1999 : Kacho-ohji : Voix additionnelle
- 1999 : Godzilla, la série : Voix additionnelle (saison 1, épisode 20)
- 1999 : Hunt for the Sword Samurai : Mahoro Mikage (saison 1, épisode 1)
- 2000 : Gate Keepers : Commandant adolescent
- 2000 : Carried by the Wind: Tsukikage Ran (en) : Denkichi (saison 1, épisode 2 & 13)
- 2000 : Starship Troopers : Colonel T'Phai (5 épisodes)
- 2000 : Argento Soma : Second Lieutenant Ryu Soma et Takuto Kaneshiro
- 2000 : Vandread : Chef (saison 1, épisode 11)
- 2000 - 2001 : Devadasy : Kei
- 2000 - 2002 : Ippo : Ippo Makunouchi (75 épisodes)
- 2000 - 2003 : Hand Maid May : Kazuya Saotome
- 2001 : Haré + Guu : Seiichi Tachibana
- 2001 - 2002 : X : Kamui Shirô (24 épisodes)
- 2001 - 2002 : Little Snow Fairy Sugar : Phil et la fée du Vent (24 épisodes)
- 2001 - 2002 : Prince du tennis : Eiji Kikumaru / Hajime Mizuki / Kyousuke Uchimura (50 épisodes)
- 2002 : Mirage of Blaze (en) : Satoshi Hatayama et Ranamaru Mori
- 2002 : Tenchi Muyo! GXP : Kenneth Barl (6 épisodes)
- 2002 : I'll : Gaku Takayanagi (saison 1, épisodes 1 & 2)
- 2002 - 2003 : Heat Guy J : Daisuke Aurora (25 épisodes)
- 2002 - 2003 : Digimon Adventure : Koji Minamoto / Lobomon / Ryo Akiyama / MagnaGarurumon / BeoWolfmon / KendoGarurumon / Justimon / Susanoomon (saison 3 & 4, 60 épisodes)
- 2002 - 2005 : Battle B-Daman (en) : Enjyu
- 2002 - 2005 : Ghost in the Shell: Stand Alone Complex : Yu
- 2003 : Mouse (en) : Masatoshi Minami (épisodes 1 à 4)
- 2003 : Wolf's Rain : Iyek (saison 1, épisodes 19 & 20)
- 2003 : Scrapped Princess : Christopher Bairach et Christopher Armalit (15 épisodes)
- 2003 : Saiyuki Reload : Cho Hakkai (saison 1, épisode 1)
- 2003 : Shingetsutan tsukihime : Shiki Tono (12 épisodes)
- 2003 - 2007 : Naruto : Neji Hyûga (78 épisodes)
- 2004 : Phantom the Animation : Raymond McGuire
- 2004 : Gungrave : Jolice (saison 4, épisodes 5 & 6)
- 2004 : Samurai champloo : Yukimaru (saison 1, épisodes 16 & 17)
- 2004 : Kannazuki no miko : Soma Ogami (12 épisodes)
- 2004 : Sōkyū no Fafner : Soushi Minashiro (25 épisodes)
- 2004 : Enfer et Paradis : Souichiro Nagi (saison 1, épisodes 1 à 6)
- 2004 - 2005 : Otogi Zoshi (TV series) (en) : Minamoto no Raiko
- 2004 - 2005 : Grenadier : Soldat B
- 2004 - 2009 : Kyō kara maoh ! (117 épisodes)
- 2005 : Karas: The Prophecy : Karas et Otoha
- 2005 : Sento Yosei Yukikaze (en) : Voix additionnelle (saison 1, épisode 5)
- 2005 - 2006 : Immortal Grand Prix (en) : River Marque (13 épisodes)
- 2005 - 2006 : Tales of Phantasia : Elfe / Origin (épisodes 3 & 4)
- 2005 - 2006 : Eureka Seven : Moondoggie (21 épisodes)
- 2005 - 2006 : Idaten Jump : Taiga Samejima et Ken (19 épisodes)
- 2005 - 2007 : Eyeshield 21 (106 épisodes)
- 2005 - 2012 : Bleach : Shūhei Hisagi (39 épisodes) et Tôshirô Hitsugaya (98 épisodes)
- 2006 : The Third - aoi hitomi no shōjo : Iks
- 2006 - 2007 : Busō Renkin : Kazuki Muto (13 épisodes)
- 2006 - 2008 : Code Geass : Shogo Asahina (7 épisodes)
- 2007 : Tenpō ibun ayakashi ayashi : Kogetsu / Garde du corps / Samurai (4 épisodes)
- 2007 : Gurren Lagann : Cytomander (saison 1, épisode 9)
- 2007 : Seirei no moribito : Shuga (saison 1, épisode 22 - non-crédité)
- 2007 : Karas: The Revelation : Karas et Otoha
- 2007 : Nodame Cantabile : Masumi Okuyama (23 épisodes)
- 2007 - 2008 : Blue Dragon : Schneider (18 épisodes)
- 2007 - 2017 : Naruto Shippûden : Neji Hyûga (97 épisodes)
- 2008 : Vampire Knight : Senri Shiki (30 épisodes)
- 2010 - 2011 : Nura : Le Seigneur des Yokaï (20 épisodes)
- 2010 - 2014 : Gundam Unicorn : Banagher Links (7 épisodes)
- 2011 : X-Men : Takeo Sasaki (épisodes 10 à 12)
- 2011 - 2013 : Secret Millionaires Club (en) : Jones (15 épisodes)
- 2012 - 2013 : Naruto SD Rock Lee : Les Péripéties d'un ninja en herbe : Neji Hyûga (51 épisodes)
- 2012 - 2015 : K : Himori Akiyama (18 épisodes)
- 2013 - 2014 : Kill la Kill : Houka Inumuta (22 épisodes)
- 2014 : B-Daman Crossfire (en) : Novu Moru (saison 1, épisode 52)
- 2014 : Marvel Disk Wars: The Avengers : Hikaru Akatsuki (27 épisodes)
- 2014 - 2016 : Terra Formars : Alex Kandori Stewart (27 épisodes)
- 2015 : DC Super Friends : Sphinx (7 épisodes)
- 2015 : Sailor Moon Crystal : Rubeus (7 épisodes)
- 2015 : Cyborg 009 VS Devilman (en) : Cyborg 008 et Pyunma
- 2015 - 2016 : Mobile Suit Gundam: Iron-Blooded Orphans : McGillis Fareed (20 épisodes)
- 2016 : Kabaneri of the Iron Fortress : Voix additionnelle (3 épisodes)
- 2016 : Berserk : Griffith (12 épisodes)
- 2016 : Twin Star Exorcists : Kinasa (saison 1, épisode 28)
- 2016 : Pokémon Générations : Zinzolin (épisodes 13 & 14)
- 2016 : Chasseurs de trolls : Les Contes d'Arcadia : Voix additionnelle (saison 1, épisodes 19 & 20)
- 2016 : Ajin (27 épisodes)
- 2018 : A.I.C.O. -Incarnation- (en) : Hori (12 épisodes)
- 2018 : Gundam Build Divers (en) : Kozy (saison 1, épisode 1)
- 2018 : Sword Gai (en) : Issei Ariga (24 épisodes)
- 2018 : Inazuma Eleven: Ares no Tenbin : Elliot Ember (25 épisodes)
- 2019 : The Promised Neverland : Annonce (saison 1, épisode 12)
- 2019 : Demon Slayer: Kimetsu no Yaiba : Voix additionnelle (saison 1, épisodes 4 & 5)
- 2019 : Boruto: Naruto Next Generations : Neji Hyûga (3 épisodes)
- 2019 -2023 : Bungo Stray Dogs : Katai Tayama (4 épisodes)
- 2022 : The Prince of Tennis II U-17 World Cup : Rocky Meredith
- 2022 - 2023 : Bleach: Thousand-Year Blood War : Shūhei Hisagi (7 épisodes) / Tôshirô Hitsugaya (8 épisodes)

### Jeux vidéo
- 1999 : Silent Bomber (en) : Jeune Jutah
- 2002 : Neverwinter Nights : Boddyknock (non-crédité)
- 2002 : Whacked! : Otto
- 2002 : Red Faction II : Homme #6
- 2002 : Le Seigneur des anneaux : La Communauté de l'anneau : Frodon Sacquet / Glorfindel / Celeborn
- 2003 : Bilbo le Hobbit : Galion
- 2004 : Front Mission 4 : Voix additionnelle
- 2004 : Breakdown : Voix additionnelle (non-crédité)
- 2005 : Radiata Stories : Clive
- 2005 : Naruto: Uzumaki Chronicles : Neji Hyûga
- 2005 : Suikoden Tactics : Andarc Bergman (non-crédité)
- 2005 : Koukyoushihen Eureka Seven TR1: New Wave : Moondoggie
- 2005 : Konjiki no Gash Bell!! Go! Go! Mamono Fight!! : Tsao-lon
- 2006 : Naruto: Ultimate Ninja : Neji Hyûga
- 2006 : Samurai Champloo: Sidetracked : Tobimatsu Fuuga / Tsubaki
- 2006 : Ace Combat: The Belkan War : Voix additionnelle
- 2006 : Eureka seven: New vision : Moondoggie
- 2006 : EverQuest II: Echoes of Faydwer : Kobold Kragbak
- 2006 : Naruto: Uzumaki Chronicles 2 : Neji Hyûga
- 2006 : Bleach: Shattered Blade : Shūhei Hisagi / Tôshirô Hitsugaya
- 2007 : Naruto Shippūden: Gekitō Ninja Taisen! EX 2 : Neji Hyûga
- 2007 : Naruto: Ultimate Ninja 2 : Neji Hyûga / Tortue Ninja
- 2007 : Blue Dragon : Jiro / Kesu
- 2007 : Tales of the World: Radiant Mythology : Mormo
- 2007 : Naruto: Ninja Council 3 : Neji Hyûga
- 2007 : Dead Head Fred : Voix additionnelle
- 2007 : Naruto: Ultimate Ninja Heroes : Neji Hyûga
- 2007 : Naruto: Clash of Ninja Revolution : Neji Hyûga
- 2007 : Naruto: Rise of a Ninja : Neji Hyûga
- 2007 : Mass Effect :  Dr. Palon / Officier Eddie Lang / Scientifique Salarian
- 2008 : Naruto: Ultimate Ninja 3 : Neji Hyûga / Tortue Ninja
- 2008 : Naruto: Ultimate Ninja Heroes 2 - The Phantom Fortress : Neji Hyûga
- 2008 : Bleach: Dark Souls : Shūhei Hisagi / Tôshirô Hitsugaya
- 2008 : SoulCalibur IV : Voix masculine #2
- 2008 : Tales of Vesperia : Adecor
- 2008 : Naruto: Clash of Ninja Revolution 2 : Neji Hyûga
- 2008 : Naruto: Ultimate Ninja Storm : Neji Hyûga
- 2008 : Naruto: The Broken Bond : Neji Hyûga
- 2009 : Naruto Shippūden: Ultimate Ninja 4 : Neji Hyûga
- 2009 : Fragile Dreams: Farewell Ruins of the Moon : Crow (non-crédité)
- 2009 : Naruto Shippuden: Ninja Council 4 : Neji Hyûga
- 2009 : SoulCalibur: Broken Destiny : Voix masculine #2
- 2009 : Naruto Shippuden: Legends: Akatsuki Rising (en) : Neji Hyûga
- 2009 : Naruto Shippūden: Clash of Ninja Revolution 3 : Neji Hyûga
- 2010 : Naruto Shippūden: Dragon Blade Chronicles : Neji Hyûga
- 2010 : Naruto Shippūden: Ultimate Ninja Heroes 3 : Neji Hyûga
- 2010 : Fist of the North Star: Ken's Rage : Amiba
- 2010 : Final Fantasy XIV : Papalymo
- 2010 : Naruto Shippūden: Ultimate Ninja Storm 2 : Neji Hyûga
- 2011 : Naruto Shippūden: Kizuna Drive : Neji Hyûga / Hirasaka Chunin / Ninja du Village de Rêve Caché
- 2011 : Bleach: Soul Resurrección : Tôshirô Hitsugaya
- 2011 : Naruto Shippūden: Ultimate Ninja Impact : Neji Hyûga
- 2012 : Final Fantasy XIII-2 : Voix additionnelle
- 2012 :  Dynasty Warriors Next : Liu Shan
- 2012 : Naruto Shippūden: Ultimate Ninja Storm Generations : Neji Hyûga
- 2012 : Dragon's Dogma : Voix additionnelle
- 2012 : Guild Wars 2 : Contremaître Charr Étherlame / Faux Roi Dément / PC Asura Mâle / Syvari
- 2013 : Final Fantasy XIV: A Realm Reborn : Papalymo
- 2013: Naruto Shippūden: Ultimate Ninja Storm 3 : Neji Hyûga
- 2014 : Bravely Default : Sentinelle d'Ancheim / Daniel Goodman / Fiore de Rosa
- 2014 : BlazBlue: Chrono Phantasma : Hibiki Kohaku
- 2014 : Akiba's Trip: Undead and Undressed : Yuto Tachibana (non-crédité)
- 2014 : Lightning Returns: Final Fantasy XIII : Habitant
- 2014 : Conception II: Children of the Seven Stars (en) : Clotz
- 2014 : Naruto Shippūden: Ultimate Ninja Storm Revolution : Neji Hyûga
- 2015 : Guild Wars 2: Heart of Thorns : PC Asura Mâle
- 2015 : God Eater: Resurrection : Voix masculine personnalisée #11 (non-crédité)
- 2016 : Bravely Second: End Layer : Commandant Goodman / Fiore DeRosa / Whitson
- 2016 : Naruto Shippūden: Ultimate Ninja Storm 4 : Neji Hyûga
- 2016 : World of Final Fantasy : Voix additionnelle
- 2017 : Valkyria Revolution : Hans
- 2019 : Kill la Kill: If (en) : Hoka Inumata
- 2020 : Final Fantasy VII Remake : Voix additionnelle
- 2022 : Guild Wars 2: End of Dragons : Asura mâle (PJ)
- 2023 : Naruto x Boruto: Ultimate Ninja Storm Connections : Neji Hyûga

### Livre audio
- 1996 : Chair de poule : La rue maudite : Marty

### Clips Vidéo
- 2001 : Toonami: Mad Rhetoric (Walking Stick) : Harry McDougal